# قلب ملکه
قلب ملکه (انگلیسی: Das Herz der Königin) یک فیلم در ژانر زندگی‌نامه‌ای و درام به کارگردانی کارل فرولیش است که در سال ۱۹۴۰ منتشر شد.

## بازیگران
- زره لئاندر
- ویلی بیرگل
- ماریا کوپنهوفر
- هوبرت فون مایرینک
- اریش پونتو
- مارگوت هیلشر
- هربرت هوبنر
- رودولف کلاین-روگه
- ادوارد فون وینترشتاین
- یوزف زیبر
- فردریش بنفر